# Pułapka (serial telewizyjny)
Pułapka – polski serial kryminalno–sensacyjny w reżyserii Łukasza Palkowskiego i Adriana Panka emitowany w platformie VOD Player oraz na antenie TVN od 9 września 2018 do 15 października 2019 roku.
Serial nominowany był do Telekamer 2019 w kategorii Serial.

## Opis fabuły
Olga Sawicka (Agata Kulesza) to jedna z najpopularniejszych pisarek powieści kryminalnych. Podczas poszukiwania inspiracji do napisania kolejnej książki trafia na intrygującą sprawę dotyczącą nastoletniej dziewczyny. W wyniku splotu wydarzeń, Olga zostaje wciągnięta w intrygę z przeszłości, która po latach powraca ze zdwojoną siłą. Obie z Ewą (Marianna Kowalewska) są zmuszone walczyć o życie. 

## Obsada
| Aktor                | Rola                        | Status    |
| -------------------- | --------------------------- | --------- |
| Agata Kulesza        | Olga Sawicka                | 2018–2019 |
| Marianna Kowalewska  | Ewa Maj                     | 2018–2019 |
| Leszek Lichota       | komisarz Marek Czarny       | 2018–2019 |
| Mateusz Więcławek    | Kamil Janecki               | 2018–2019 |
| Agnieszka Judycka    | Elżbieta                    | 2018–2019 |
| Krzysztof Pieczyński | Paweł Koman                 | 2018–2019 |
| Joanna Kulig         | aspirant Justyna Mateja     | 2018      |
| Kinga Preis          | prokurator Natalia Różańska | 2018      |
| Piotr Trojan         | Arkadiusz                   | 2018      |
| Maria Maj            | Krystyna Rybak              | 2018      |
| Jan Frycz            | Maciej Rakowiec             | 2019      |
| Wiktoria Gorodeckaja | komisarz Marczuk            | 2019      |
| Eryk Lubos           | Rufus                       | 2019      |
| Maciej Musiał        | Artur                       | 2019      |
| Anna Romantowska     | Helena Rataj, matka Olgi    | 2019      |
| Sonia Mietielica     | Monika Pawlak               | 2019      |
| Jerzy Radziwiłowicz  | mecenas Andrzej Warski      | 2019      |
| Henryk Talar         | prokurator Jacek Staniak    | 2019      |
| Antonina Choroszy    | Beata Rakowiec              | 2019      |
| Katarzyna Gałązka    | Zofia                       | 2019      |
| Katarzyna Janek      | Roksana Sawczuk             | 2019      |

## Spis serii
| Seria | Seria | Sezon       | Odcinki  | Premiera serii  | Finał serii          | Pora emisji     | Średnia oglądalność |
| ----- | ----- | ----------- | -------- | --------------- | -------------------- | --------------- | ------------------- |
|       | 1.    | jesień 2018 | 1–6 (6)  | 9 września 2018 | 14 października 2018 | niedziela 21.30 | 1 990 190           |
|       | 2.    | jesień 2019 | 7–13 (7) | 3 września 2019 | 15 października 2019 | wtorek 21.30    | 1 187 492           |